# 영원 회귀
영원 회귀(永遠回歸, 독일어: ewig wiederkehren) 또는 동일한 것의 영원 회귀(Ewige Wiederkunft des Gleichen)는 니체 철학에서 볼 수 있는 근본 사상이자 모든 존재와 에너지가 반복되어 왔으며, 무한한 시간을 가로질러 무한한 횟수로 계속 반복될 것이라는 개념이다.
고대 그리스에서 영원회귀의 개념은 키티온의 제논이 설립한 철학파인 스토아 학파와 가장 두드러지게 연관되어 있었다. 스토아학파는 우주가 주기적으로 파괴되고 다시 태어나며, 각 우주는 이전의 우주와 똑같다고 믿었다. 이 교리는 자유 의지와 구원의 가능성을 근본적으로 부정하는 어거스틴과 같은 기독교 저자들에 의해 맹렬히 반박되었다. 따라서 기독교가 전 세계적으로 확산되면서 영원회귀에 관한 고전 이론이 종식되었다.
이 개념은 19세기 독일 철학자 프리드리히 니체에 의해 부활되었다. 그는 즐거운 학문에서 이 아이디어를 사고 실험으로 간략하게 제시한 후, 주인공이 영원 회귀 사상에 대한 공포를 극복하는 방법을 배우는 소설 『자라투스트라는 이렇게 말했다』에서 이 아이디어를 더욱 철저하게 탐구했다. 니체가 문자 그대로 영원회귀의 진리를 믿었는지, 아니면 그가 믿지 않았다면 그것을 통해 무엇을 보여주려고 했는지는 알려져 있지 않다.
니체의 사상은 이후 귀환의 순환을 깨는 것이 가능하다고 주장한 러시아 밀교학자 P. D. 우스펜스키와 같은 다른 작가들에 의해 채택되고 재해석되었다.

## 고전 고대

### 피타고라스주의
고대 문헌에는 영원회귀 이론이 피타고라스(기원정 570년경~기원전 495년경)에게서 유래했을 가능성이 있다는 암시가 있다. 포르피리오스에 의하면, 피타고라스의 가르침 중 하나는 "특정 기간이 지나면 같은 사건이 다시 발생한다"는 것이었으며, "완전히 새로운 것은 없다"는 것이었다. 로도스의 에우데모스도 아리스토텔레스의 자연학에 대한 그의 주석에서 이 피타고라스의 교리를 언급한다. 심플리키우스가 보존한 단편에서 에우데모스는 다음과 같이 썼다.

어떤 사람들이 말하듯 같은 시간이 반복되는지 여부에 대한 문제를 제기할 수도 있다. "같음"이라는 말에는 여러 의미가 있다. 형식에서의 같음은 봄과 겨울, 그리고 다른 계절과 시기들이 그러한 것처럼 나타나는 것으로 보인다. 마찬가지로 태양이 동지와 춘분, 그리고 다른 경로를 거치기에 같은 형태의 변화가 일어난다. 하지만 누군가 피타고라스 학파의 주장처럼 숫자적으로 같은 것들이 반복된다고 믿는다면, 당신이 거기 앉아 있는 동안 나도 지팡이를 쥔 채 로맨스를 할 것이고, 다른 모든 것은 같을 것이며, 시간도 같을 것이라고 말하는 것도 타당하다.

### 스토아주의
스토아학파는 아마도 피타고라스학파에서 영감을 받아 영원회귀 이론을 자연철학에 통합했다. 스토아학파의 물리학에 의하면, 우주는 주기적으로 거대한 화재로 파괴된 후 재생을 경험한다. 이러한 순환은 영원히 계속되며, 모든 순환에서 동일한 사건이 정확히 반복된다. 스토아학파는 대년 개념에서 이 교리를 뒷받침했을 수 있으며, 가장 오래된 것으로 알려진 표현은 플라톤의 티마이오스에서 발견된다. 플라톤은 태양, 달, 행성이 모두 다양한 순환을 완료하고 원래 위치로 돌아오면 시간의 한 주기가 완료될 것이라고 가정했다.
스토아학파가 각각의 새로운 우주의 내용이 이전 우주의 내용과 동일하다고 믿었는지, 아니면 구별할 수 없을 정도로 유사하다고 믿었는지에 대해서는 출처가 다르다. 전자의 관점은 아프로디시아스의 알렉산더가 스토아학파의 크리시포스(기원전 270년경~206년경)에게 기인한 것으로, 그는 다음과 같이 썼다.

그들은 대화재 이후에도 모든 것들이 수적으로 다시 세상에 존재하게 되므로, 크리시포스가 그의 저서 세계에 관하여에서 말했듯, 심지어 이전과 똑같은 특별한 자격을 갖춘 개인조차도 그 세상에 존재하고 다시 존재하게 된다고 주장한다.

반면, 오리게네스(185년경~253년경)는 스토아 학파가 각 주기의 내용이 동일하지 않고 구별할 수 없을 뿐이라고 주장한 것으로 특징지어진다.

소크라테스가 다시 살아날 것이라는 가정을 피하기 위해, 그들은 소크라테스와 구별할 수 없는 사람이 크산티페와 구별할 수 없는 사람과 결혼하고, 아니토스와 멜레토스와 구별할 수 없는 사람에게 고발당할 것이라고 말한다.

오리게네스는 또한 이 교리의 이단적 버전을 기록하면서 일부 스토아 학파가 "한 시대와 그 이전 시대의 사건 사이에 미미하고 극히 미세한 차이가 있다"고 주장한다고 언급했다. 이는 스토아 철학의 핵심에 있는 결정론적 관점을 부정하는 것이기 때문에 널리 받아들여지지 않았을 것이다.

### 기독교의 반응
기독교 저자들은 다양한 근거로 영원회귀 교리를 공격했다. 오리게네스는 이 이론이 자유의지와 양립불가하다고 주장했다(다양하고 동일하지 않은 순환의 가능성은 인정했지만). 히포의 아우구스티누스(354-430년)는 스토아학파의 체계에서는 구원이 불가능하다는 사실에 반대하며, 일시적인 행복을 얻었더라도 영혼이 다시 비참한 상태로 돌아갈 운명이라면 진정한 축복을 받을 수 없다고 주장했다.
아우구스티누스는 또한 전도서 1장 9-10절을 영원회귀의 증거로 인용하는 "어떤 철학자들"을 언급한다. "이미 있었던 것은 무엇이며, 앞으로 있을 것은 무엇이며, 이미 행해진 것은 무엇이며, 앞으로 행해질 것은 무엇이니, 해 아래 새 것이 없느니라. 누가 능히 말하여 이르기를, 보라, 이것이 새 것이라, 옛적부터 이미 있었느니라, 우리 전에 있던 것이라 할 수 있느냐." 아우구스티누스는 이 구절이 특정 인물, 사물, 사건의 반복을 가리키는 것이 아니라는 것을 부인하고, 대신 이 구절을 보다 일반적인 의미로 해석한다. 그는 자신의 주장을 뒷받침하기 위해 로마서 6장 9절과 같은 성경 구절을 인용하는데, 이 구절은 그리스도께서 "죽은 자 가운데서 살아나셨으므로 다시는 죽지 아니하시리라"라고 확언한다.

## 프리드리히 니체
영원회귀는 프리드리히 니체(1844-1900) 철학의 중심 개념 중 하나이다. 이 아이디어 자체는 니체에게서 처음 나온 것이 아니지만, 이에 대한 그의 독특한 대응은 이 이론에 새로운 생명을 불어넣었고, 니체 교리를 올바르게 해석하는 것에 대한 추측은 오늘날까지 계속되고 있다.

### 선구자들
19세기에 열역학 법칙이 발견되면서 과학자와 철학자들 사이에서 우주의 궁극적 운명에 대한 논쟁이 재개됐고, 이로 인해 시간의 본질에 대한 많은 의문이 제기됐다. 에두아르트 폰 하르트만은 우주의 최종 상태는 시작 상태와 동일할 것이라고 주장했다. 오이겐 뒤링은 이 아이디어를 거부하며, 우주가 다시 시작될 것이라는 필연적인 결과가 따르고 동일한 형태가 영원히 반복될 것이라고 주장했다. 뒤링은 이 교리를 위험할 정도로 비관적이라고 여겼다. 반면 요한 구스타프 포그트는 순환계를 옹호하며 무한한 수의 동일한 세계가 공간적으로 공존할 수 있다고 가정했다. 루이 오귀스트 블랑키는 마찬가지로 무한한 우주에서 모든 가능한 형태의 조합은 시간과 공간을 가로질러 영원히 반복돼야한다고 주장했다.

### 니체의 공식화

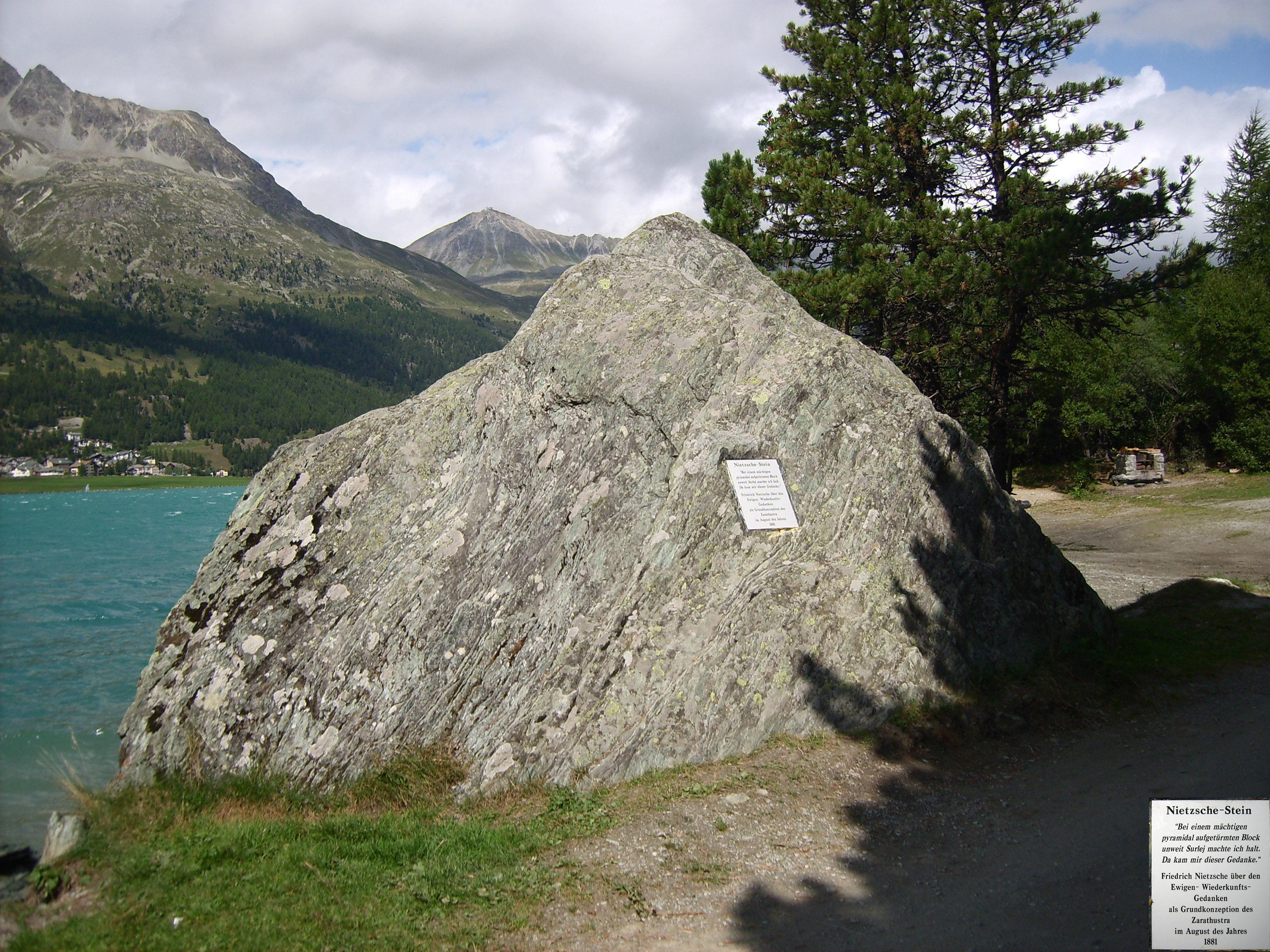
니체는 영원회귀라는 개념이 스위스의 실바플래나 호수에서 "피라미드처럼 높이 솟은 거대한 바위 옆에서" 처음 떠올랐다고 썼다.

니체는 이론을 자신의 방식으로 공식화하는 데 여러 출처를 참고했을 수 있다. 그는 피타고라스와 스토아 철학을 공부했고 뒤링과 포크트와 같은 동시대 철학자들의 작품에 익숙했으며 프리드리히 알베르트 랑게의 책에서 블랑키에 대한 언급을 접했을 수도 있다. 그는 또한 하인리히 하이네의 팬이었는데, 그의 책 중 하나에는 영원한 회귀 이론을 논의하는 구절이 포함되어 있다. 그럼에도 불구하고 니체는 어느 날 스위스의 실바플래나 호수 옆을 걷던 중 그 교리가 갑자기 계시처럼 떠올랐다고 주장했다.
니체의 이론에 대한 최초의 출판물은 즐거운 지식 341장에 나오는데, 여기서는 독자에게 사고 실험의 형태로 제안하고 있다.

어느 날 밤이나 낮에 악마가 당신의 가장 외로운 고독 속으로 몰래 숨어들어와 이렇게 말한다면 어떨까? "지금 당신이 살고 있는 이 삶, 그리고 살아온 이 삶을 다시 한 번, 그리고 수없이 많이 살아야 할 것이다. 그리고 그 안에는 새로운 것이 하나도 없을 것이다. 하지만 당신의 삶에서 모든 고통과 모든 기쁨, 모든 생각과 한숨, 그리고 말로 다 할 수 없을 만큼 작은 모든 것과 큰 모든 것이 똑같은 순서와 순서로 당신에게 돌아올 것이다." 당신은 엎드려 이를 갈며 그렇게 말하는 악마를 저주하지 않겠는가? 아니면 "당신은 신이다. 이보다 더 신성한 것은 들어본 적이 없다"고 대답하고 싶었던 엄청난 순간을 경험해 본 적이 있는가?

니체는 철학 소설 차라투스트라는 이렇게 말했다에서 이 개념을 확장하여, 나중에 영원회귀가 "이 작품의 근본사상"이라고 썼다. 이 소설에서, 제목의 차라투스트라는 모든 것이 영원히 반복되어야 한다는 생각에 처음에는 공포에 질린다. 그러나 결국 그는 영원회귀에 대한 혐오감을 극복하고 그것을 자신의 가장 열렬한 소망으로 받아들인다. 작품의 마지막에서 두 번째 장("취한 노래")에서 차라투스트라는 이렇게 선언한다. "모든 것은 얽히고섥히고, 함정에 빠지고, 매혹된다. 만약 당신이 한 가지를 두 번 원했다면, '행복이여, 네가 나를 기쁘게 해! 순간이여, 머물러라!'라고 말했다면, 당신은 모든 것을 되찾고 싶어 할 것이다... 모든 기쁨이 원하는 것은 바로 영원이다."

### 해석
마르틴 하이데거는 니체가 즐거운 학문에서 영원회귀를 처음 언급한 것이 이 개념을 사실로 가정하기보다는 가설적인 질문으로 제시한다고 지적한다. 많은 해석은 니체가 우주론적 또는 이론적 주장, 즉 영원회귀가 세상의 작동 방식에 대한 참된 진술이라고 주장한 것이 아니라고 주장한다. 오히려 이 사고실험에 대한 감정적 반응은 우리가 삶을 최선을 다해 살고 있는지를 드러내는 역할을 한다. 하이데거에 의하면, 중요한 점은 영원회귀라는 질문이 부과하는 부담이며, 그러한 것이 사실일 수 있는지 여부와는 무관하다. 이 개념은 이 사람을 보라에서 묘사한 운명애 개념과 유사하다. "인간의 위대함에 대한 나의 공식은 운명애다. 다르기를 앞으로도, 뒤로도, 영원히 원치 않는 것. 단지 필요한 것을 감내하거나, 더욱이 숨기는 것이 아니라… 사랑하는 것이다."
한편, 니체의 사후 출판된 노트에는 영원회귀의 논리적 증명 시도가 담겨있는데, 이는 니체가 영원회귀 이론을 현실적인 가능성으로 믿었다는 주장을 뒷받침하기 위해 자주 제시된다. 이 증명은 우주의 지속 시간은 무한하지만 에너지는 유한하다는 전제에 기반한다.  따라서 우주의 모든 물질은 유한한 수의 조합을 거쳐야 하며, 각 조합은 결국 같은 순서로 반복되어야 하므로 "완전히 동일한 계열의 순환 운동"이 발생한다. 그러나 닐 신하바부(Neil Sinhababu)와 쿵 운 텡(Kuong Un Teng)과 같은 학자들은 이 자료가 출판되지 않은 이유는 니체 자신이 자신의 주장이 면밀히 검토될 수 있을지 확신하지 못했기 때문이라고 주장했다.
세 번째 가능성은 니체가 사람들이 자신의 행동을 판단하는 데 사용할 새로운 윤리적 기준을 만들려고 했다는 것이다. 니체는 미공개 노트 중 하나에서 다음과 같이 썼다. "모든 행위 전에 답해야 할 질문, '이것은 내가 헤아릴 수 없을 만큼 여러 번 수행할 준비가 된 행위인가?'가 최고의 안정제이다." 이러한 의미에서 이 교리는 임마누엘 칸트의 정언명령과 비교됐다. 그러나  니체의 출판된 저서에는 그러한 윤리적 명령이 나타나지 않는다는 반대가 다시 한 번 제기되었고 따라서 이러한 해석은 대부분의 현대 학자들에 의해 거부됐다.

## 같이 보기
- 프랙탈
- 반장 (상징)
- 만다라
- 뫼비우스의 띠
- 우로보로스